# Uniform

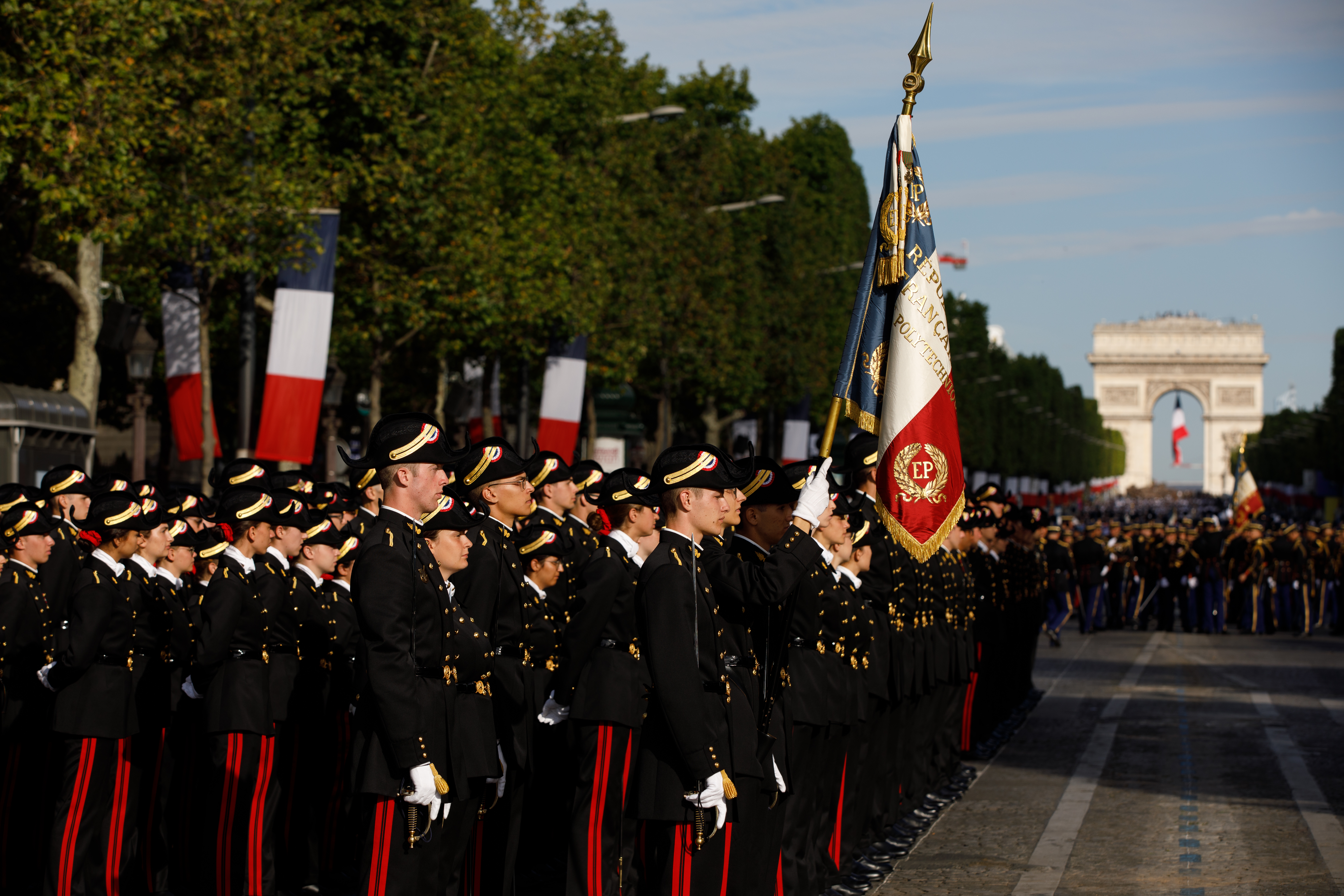
Studenten van de École polytechnique in uniform op de Champs-Élysées in Parijs tijdens de Franse nationale feestdag op 14 juli

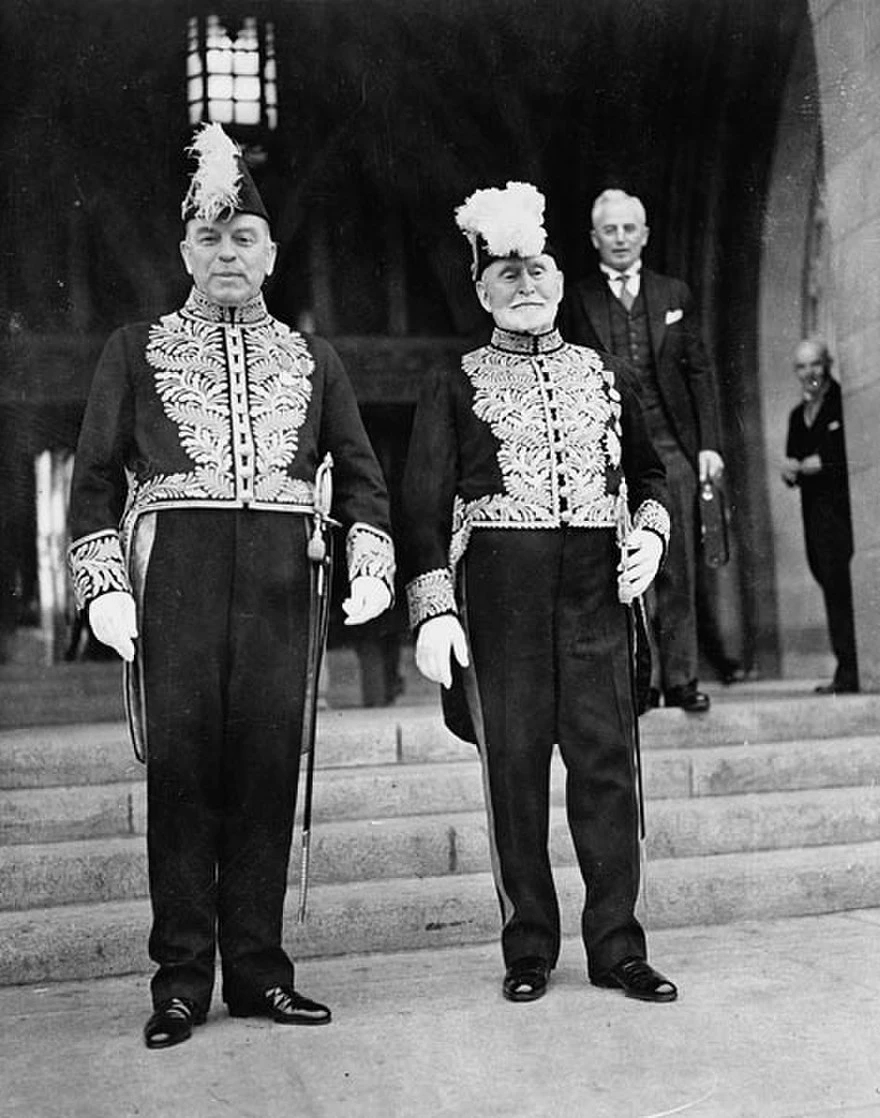
Ceremonieel uniform

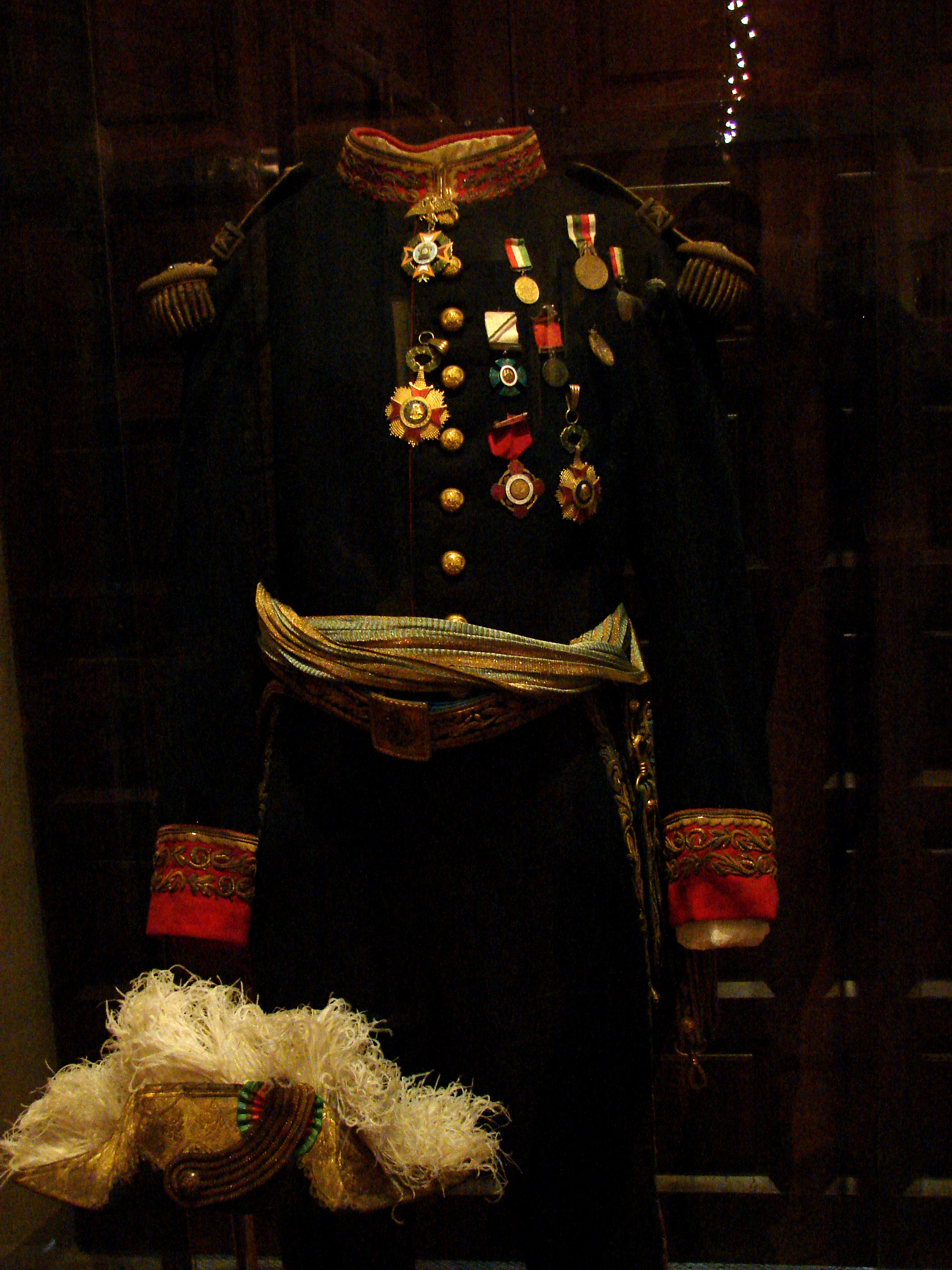
Uniform van president Porfirio Díaz van Mexico, rond 1900

Een uniform of ambtskostuum (soms tenue genoemd) is werkkleding waarmee een persoon zich onderscheidt als lid van een organisatie of als functionaris. Het woord uniform betekent eenvormig en daarmee wordt al uitgedrukt dat alle leden van de organisatie dezelfde kleding dragen.
Dragen de personeelsleden van een winkelbedrijf dezelfde kleding, bijvoorbeeld een rode broek en een groen shirt, zodat ze voor de klanten (en voor elkaar) herkenbaar zijn, dan is dat ook een uniform, maar in de praktijk wordt dit geen uniform genoemd. Men spreekt van uniform als de kleding van een bepaald (moeilijk te omschrijven) type is, bijvoorbeeld een lichtgetint overhemd, een jas met strepen op de mouwen en een pet.
Zelfs als een enkele persoon zo'n pak draagt (bijvoorbeeld een privéchauffeur), spreekt men wel van een uniform, hoewel hij geen collega's heeft met hetzelfde pak, zodat er geen sprake is van uniformiteit.
Een uniform is meestal eigendom van de werkgever.
Bij beëindiging van het dienstverband moet het uniform worden ingeleverd en dat geldt ook voor een versleten uniform.
Hiermee voorkomt de werkgever dat het uniform door buitenstaanders wordt gedragen. Bij Defensie is dit echter niet altijd het geval en mag het uniform meegenomen worden. Het dragen ervan is dan echter slechts nog in bijzondere omstandigheden toegestaan.
Iemand die geen uniform draagt, draagt burgerkleding. Men zegt ook wel: "in burger".
Bij een aantal functionarissen wordt niet over een 'uniform' gesproken maar over een ambtskostuum.

## Doel
Door het uniform is te zien welke functie de drager heeft en dat de drager behoort tot het personeel van een organisatie of bedrijf.
Zo kan een treinreiziger aan het uniform zien wie hij moet aanspreken om informatie te vragen.
Verder geeft een uniform de drager bepaalde rechten. Een politieman die een uniform draagt kan het verkeer aanwijzingen geven die verplicht opgevolgd moeten worden. Draagt hij geen uniform, dan zal hij eerst een legitimatiebewijs moeten tonen. Overigens moet hierbij worden opgemerkt dat een uniform soms vervalst wordt (men spreekt dan wel van een nepagent), bijvoorbeeld om gezag uit te oefenen dat men eigenlijk niet heeft.
Uniformen behoren vaak bij hiërarchische organisaties.
Aan een uniform kan een kenner aflezen welke rang en/of welke functie (positie) de drager ervan binnen de organisatie bekleedt.

## Voorschriften
Wie een uniform draagt, vertegenwoordigt een onderneming, organisatie of school waartoe het uniform behoort. De werkgever zal vaak dan ook niet toestaan dat het uniform wordt gedragen bij een actie (bijvoorbeeld een betoging) waar het bedrijf of organisatie waarvan het uniform is, niet achter staat.
Over het algemeen moet de drager zelf zorgen voor onderhoud van zijn uniform, zoals reiniging en kleine reparaties.

## Uniformen zijn in gebruik bij
- Overheidsinstanties:
  - Belastingdienst
  - Brandweer
  - Buitengewoon opsporingsambtenaar
  - Douane
  - Gevangenissen
  - Krijgsmacht
  - Bodes in het parlement
  - Politie
  - Rechterlijke macht[1]
  - Rijkswaterstaat (weginspecteurs)

- Organisaties zoals:
  - Rode Kruis
  - Bewakingsdiensten
  - Spoorwegen
  - Jeugdbewegingen, zie ook Uniform (scouting)
  - Leger des Heils
  - Muziekverenigingen, fanfares, majorettes
- Ziekenhuizen, verpleeg- en verzorgingstehuizen

- En ook bij of in:
  - Rechterlijke macht
  - Advocatuur [2]
  - Openbaar vervoer: trein-, tram-, bus-, metro- en veerdienstpersoneel
  - Luchtvaartpersoneel (stewardessen, stewards, pursers en piloten)
  - Scheepvaartpersoneel (matrozen, kapiteins)
  - Voedingsmiddelenindustrie
  - Leerlingen aan een school (schooluniform - in sommige landen)
- Lakeien aan het hof dragen livrei. Ook dit is in feite een uniform, maar wordt meestal niet zo genoemd.
- Leden van een sportteam dragen een tenue, wat belangrijk is om de mede- en tegenstanders van elkaar te onderscheiden. Ook hier is de benaming uniform niet gebruikelijk.

## Bestukking, vroeger ook accessoires genoemd
Bij uniformen horen specifieke onderdelen of symbolische versiersels. Dit hangt af van de functie die een uniform weerspiegelt, bij het leger worden heel andere onderdelen gebruikt dan in de rechtszaal of op een verpleegstersuniform. Omdat de bestukking gemakkelijk vervangbaar moet zijn, wordt ze meestal afzonderlijk gemaakt. Meestal sierstiksels op een achtergronddoekje. Vroeger veelal handgemaakt, sinds lang echter meestal met sierstiktoestellen. Deze kunnen dan bv. opgeknoopt, opgestikt of ook over schouderlapjes geschoven worden. Eigenlijk heeft de bestukking het tegenovergestelde doel van het uniform. Nl. dit te verpersoonlijken met graad, verdiensten, enz. 
- Hoofddeksels: hoeden, petten, steken, kappen, helmen
- Onderscheidingen
- Rangonderscheidingsteken; Nederlandse krijgsmacht, Belgische krijgsmacht
- Kentekens. Een kenteken, insigne of embleem op een kraag heet een kraagspiegel
- Riemen
- Fluitkoorden (nestels)
- Schoeisel
- (Ceremoniële) wapens
- Vuistriem of sabeldrager, vroeger portepée. Vergelijk met een lus aan een knuppel, om deze niet te verliezen, vooral voor ruiters. Bij bevelvoerders meestal versierd.

## Trivia
- De uniformen van de Zwitserse Garde zijn niet, zoals velen denken, ontworpen door Michelangelo, maar door de commandant Jules Repond die van 1910 tot 1921 diende. Naast het bekende uniform wordt ook nog een blauw uniform gedragen voor het alledaagse leven.
- Uniform (uitgesproken op zijn Engels: [ˈjuːnɪfɔːm] / [ˈjuːnɪfɔːrm]) wordt in het NAVO-spellingsalfabet gebruikt als aanduiding voor de letter u.